# Benson & Hedges World Series Cup 1984/85
Die Benson & Hedges World Series Cup 1984/85 war ein Drei-Nationen-Turnier, das vom 6. Januar bis zum 12. Februar 1985 in Australien im ODI-Cricket ausgetragen wurde. Bei dem zur internationalen Cricket-Saison 1984/85 gehörenden Turnier nahmen neben dem Gastgeber die Mannschaften aus Sri Lanka und den West Indies teil. Die West Indies gewannen die Finalserie gegen Australien mit 2–1.

## Vorgeschichte
Australien und die West Indies spielten zuvor eine Tour gegeneinander, Sri Lanka gegen Neuseeland.

## Format
In einer Vorrunde spielte jede Mannschaft gegen jede fünf Mal. Für einen Sieg gibt es zwei, für ein Unentschieden oder No Result 1 Punkt. Die beiden besten Mannschaften spielten in einer Final-Serie über drei Spiele den Sieger des Turniers aus.

## Stadien
Die folgenden Stadien wurden für das Turnier ausgewählt.
| Stadion                  | Stadt     | Kapazität | Spiele                                |
| ------------------------ | --------- | --------- | ------------------------------------- |
| Adelaide Oval            | Adelaide  | 053.583   | 11., 12., 13. Spiel                   |
| The Gabba                | Brisbane  | 042.000   | 4. & 5. Spiel                         |
| TCA Ground               | Hobart    | 08.000    | 3. Spiel                              |
| Melbourne Cricket Ground | Melbourne | 100.024   | 1., 8., 9. Spiel; 2. Finale           |
| WACA Ground              | Perth     | 020.000   | 14. & 15. Spiel                       |
| Sydney Cricket Ground    | Sydney    | 048.000   | 2., 6., 7., 10. Spiel; 1. & 3. Finale |

## Kaderlisten
Die Teams benannten die folgenden Kader.
| ODI | ODI | ODI | ODI |
| Australien | Sri Lanka | West Indies |     |
| --- | --- | --- | --- |
| - Allan Border (K) - Terry Alderman - Murray Bennett - David Boon - Andrew Hilditch - Rodney Hogg - Bob Holland - Dean Jones - Robbie Kerr - Geoff Lawson - Rod McCurdy - Craig McDermott - Simon O’Donnell - Wayne Phillips (wk) - Greg Ritchie - Steve Rixon - Steve Smith - Kepler Wessels - Graeme Wood | - Duleep Mendis (K) - Roy Dias - Vinothen John - Uvais Karnain - Brendon Kuruppu - Ranjan Madugalle - Ashantha de Mel - Arjuna Ranatunga - Ravi Ratnayeke - Rumesh Ratnayeke - Amal Silva (wk) - Aravinda de Silva - Granville de Silva - Somachandra de Silva - Marlon Vonhagt - Sidath Wettimuny | - Clive Lloyd (K) - Eldine Baptiste - Winston Davis - Jeff Dujon (wk) - Joel Garner - Larry Gomes - Gordon Greenidge - Roger Harper - Desmond Haynes - Michael Holding - Gus Logie - Malcolm Marshall - Thelston Payne - Viv Richards - Richie Richardson - Courtney Walsh |     |

## Spiele

### Vorrunde
Tabelle
| Teams       | Sp. | S  | N | NR | P  | NRR |
| ----------- | --- | -- | - | -- | -- | --- |
| West Indies | 10  | 10 | 0 | 0  | 20 |     |
| Australien  | 10  | 4  | 6 | 0  | 8  |     |
| Sri Lanka   | 10  | 1  | 9 | 0  | 2  |     |

Spiele
| 6. Januar Scorecard | Melbourne | Australien 240-6 (50)             | – | West Indies 241-3 (44.5) |
|                     |           | West Indies gewinnt mit 7 Wickets |   |                          |

West Indies gewannen den Münzwurf und entschieden sich als Feldmannschaft zu beginnen. Als Spieler des Spiels wurde Desmond Haynes ausgezeichnet.
| 8. Januar Scorecard | Sydney | Sri Lanka 239-7 (49/49)          | – | Australien 240-4 (46.2/46.2) |
|                     |        | Australien gewinnt mit 6 Wickets |   |                              |

Sri Lanka gewann den Münzwurf und entschied sich als Schlagmannschaft zu beginnen. Als Spieler des Spiels wurde Allan Border ausgezeichnet.
| 10. Januar Scorecard | Hobart | Sri Lanka 197-7 (50)              | – | West Indies 198-2 (40.4) |
|                      |        | West Indies gewinnt mit 8 Wickets |   |                          |

Die West Indies gewannen den Münzwurf und entschieden sich als Feldmannschaft zu beginnen. Als Spieler des Spiels wurde Duleep Mendis ausgezeichnet.
| 12. Januar Scorecard | Brisbane | West Indies 270-6 (50)          | – | Sri Lanka 180 (48.1) |
|                      |          | West Indies gewinnt mit 90 Runs |   |                      |

Sir Lanka gewann den Münzwurf und entschied sich als Feldmannschaft zu beginnen. Als Spieler des Spiels wurde Viv Richards ausgezeichnet.
| 13. Januar Scorecard | Brisbane | Australien 191 (50)               | – | West Indies 195-5 (37.4) |
|                      |          | West Indies gewinnt mit 5 Wickets |   |                          |

Die West Indies gewannen den Münzwurf und entschieden sich als Feldmannschaft zu beginnen. Als Spieler des Spiels wurde Clive Lloyd ausgezeichnet.
| 15. Januar Scorecard | Sydney | Australien 200-5 (50)             | – | West Indies 201-5 (43.3) |
|                      |        | West Indies gewinnt mit 5 Wickets |   |                          |

Australien gewann den Münzwurf und entschied sich als Schlagmannschaft zu beginnen. Als Spieler des Spiels wurde Viv Richards ausgezeichnet.
| 17. Januar Scorecard | Sydney | West Indies 267-3 (50)          | – | Sri Lanka 202-5 (50) |
|                      |        | West Indies gewinnt mit 65 Runs |   |                      |

Die West Indies gewannen den Münzwurf und entschieden sich als Schlagmannschaft zu beginnen. Als Spieler des Spiels wurde Gordon Greenidge ausgezeichnet.
| 19. Januar Scorecard | Melbourne | Australien 226-9 (50)           | – | Sri Lanka 230-6 (49.2) |
|                      |           | Sri Lanka gewinnt mit 4 Wickets |   |                        |

Sri Lanka gewann den Münzwurf und entschied sich als Feldmannschaft zu beginnen. Als Spieler des Spiels wurde Rumesh Ratnayake ausgezeichnet.
| 20. Januar Scorecard | Melbourne | West Indies 271-7 (50)          | – | Australien 206-9 (50) |
|                      |           | West Indies gewinnt mit 65 Runs |   |                       |

Australien gewann den Münzwurf und entschied sich als Feldmannschaft zu beginnen. Als Spieler des Spiels wurde Viv Richards ausgezeichnet.
| 23. Januar Scorecard | Sydney | Sri Lanka 240-6 (50)             | – | Australien 242-7 (47.1) |
|                      |        | Australien gewinnt mit 3 Wickets |   |                         |

Australien gewann den Münzwurf und entschied sich als Feldmannschaft zu beginnen. Als Spieler des Spiels wurde Kepler Wessels ausgezeichnet.
| 26. Januar Scorecard | Adelaide | Sri Lanka 204-6 (50)              | – | West Indies 205-2 (37.2) |
|                      |          | West Indies gewinnt mit 8 Wickets |   |                          |

Die West Indies gewannen den Münzwurf und entschieden sich als Schlagmannschaft zu beginnen. Als Spieler des Spiels wurde Gordon Greenidge ausgezeichnet.
| 27. Januar Scorecard | Adelaide | Australien 200-9 (50)             | – | West Indies 201-4 (43.4) |
|                      |          | West Indies gewinnt mit 6 Wickets |   |                          |

Die West Indies gewannen den Münzwurf und entschieden sich als Feldmannschaft zu beginnen. Als Spieler des Spiels wurde Joel Garner ausgezeichnet.
| 28. Januar Scorecard | Adelaide | Australien 323-2 (50)           | – | Sri Lanka 91 (35.5) |
|                      |          | Australien gewinnt mit 232 Runs |   |                     |

Sri Lanka gewann den Münzwurf und entschied sich als Feldmannschaft zu beginnen. Als Spieler des Spiels wurde Allan Border ausgezeichnet.
| 2. Februar Scorecard | Perth | West Indies 309-6 (50)          | – | Sri Lanka 227-6 (50) |
|                      |       | West Indies gewinnt mit 82 Runs |   |                      |

Sri Lanka gewann den Münzwurf und entschied sich als Feldmannschaft zu beginnen. Als Spieler des Spiels wurde Larry Gomes ausgezeichnet.
| 3. Februar Scorecard | Perth | Sri Lanka 171 (44.3)             | – | Australien 172-1 (23.5) |
|                      |       | Australien gewinnt mit 9 Wickets |   |                         |

Sri Lanka gewann den Münzwurf und entschied sich als Schlagmannschaft zu beginnen. Als Spieler des Spiels wurde Steve Smith ausgezeichnet.

### Finalserie
| 6. Februar Scorecard | Sydney | Australien 247-6 (50)          | – | West Indies 221 (47.3) |
|                      |        | Australien gewinnt mit 26 Runs |   |                        |

Die West Indies gewannen den Münzwurf und entschieden sich als Schlagmannschaft zu beginnen.
| 10. Februar Scorecard | Melbourne | Australien 271-3 (50)             | – | West Indies 273-6 (49.2) |
|                       |           | West Indies gewinnt mit 4 Wickets |   |                          |

Die West Indies gewannen den Münzwurf und entschieden sich als Schlagmannschaft zu beginnen.
| 12. Februar Scorecard | Sydney | Australien 178 (50)               | – | West Indies 179-3 (47) |
|                       |        | West Indies gewinnt mit 7 Wickets |   |                        |

Die West Indies gewannen den Münzwurf und entschieden sich als Schlagmannschaft zu beginnen.

## Statistiken
Die folgenden Cricketstatistiken wurden bei dieser Tour erzielt.
| ODIs            | ODIs        | ODIs    | ODIs    | ODIs    | ODIs    | ODIs    | ODIs    | ODIs    |
| Batting         | Batting     | Batting | Batting | Batting | Batting | Batting | Batting | Batting |
| Spieler         | Mannschaft  | Spiele  | Innings | Runs    | Average | HS      | 100s    | 50s     |
| --------------- | ----------- | ------- | ------- | ------- | ------- | ------- | ------- | ------- |
| Viv Richards    | West Indies | 13      | 11      | 651     | 65,10   | 103*    | 1       | 5       |
| Allan Border    | Australien  | 13      | 12      | 590     | 65,55   | 127*    | 2       | 4       |
| Desmond Haynes  | West Indies | 12      | 12      | 514     | 51,40   | 123*    | 1       | 3       |
| Graeme Wood     | Australien  | 13      | 12      | 413     | 45,88   | 104*    | 1       | 2       |
| Roy Dias        | Sri Lanka   | 10      | 10      | 373     | 41,44   | 80      | 0       | 4       |
| Bowling         |             |         |         |         |         |         |         |         |
| Spieler         | Mannschaft  | Spiele  | Overs   | Wickets | Average | BBI     | 5W      | 10W     |
| Joel Garner     | West Indies | 12      | 110.0   | 16      | 21,31   | 3/17    | 0       | 0       |
| Michael Holding | West Indies | 12      | 120.0   | 16      | 27,68   | 5/26    | 1       | 0       |
| Craig McDermott | Australien  | 11      | 103.1   | 15      | 31,13   | 3/30    | 0       | 0       |
| Rodney Hogg     | Australien  | 12      | 110.2   | 15      | 32,66   | 4/47    | 0       | 0       |
| Simon O’Donnell | Australien  | 13      | 114.3   | 14      | 37,35   | 2/19    | 0       | 0       |